# Giò Pomodoro

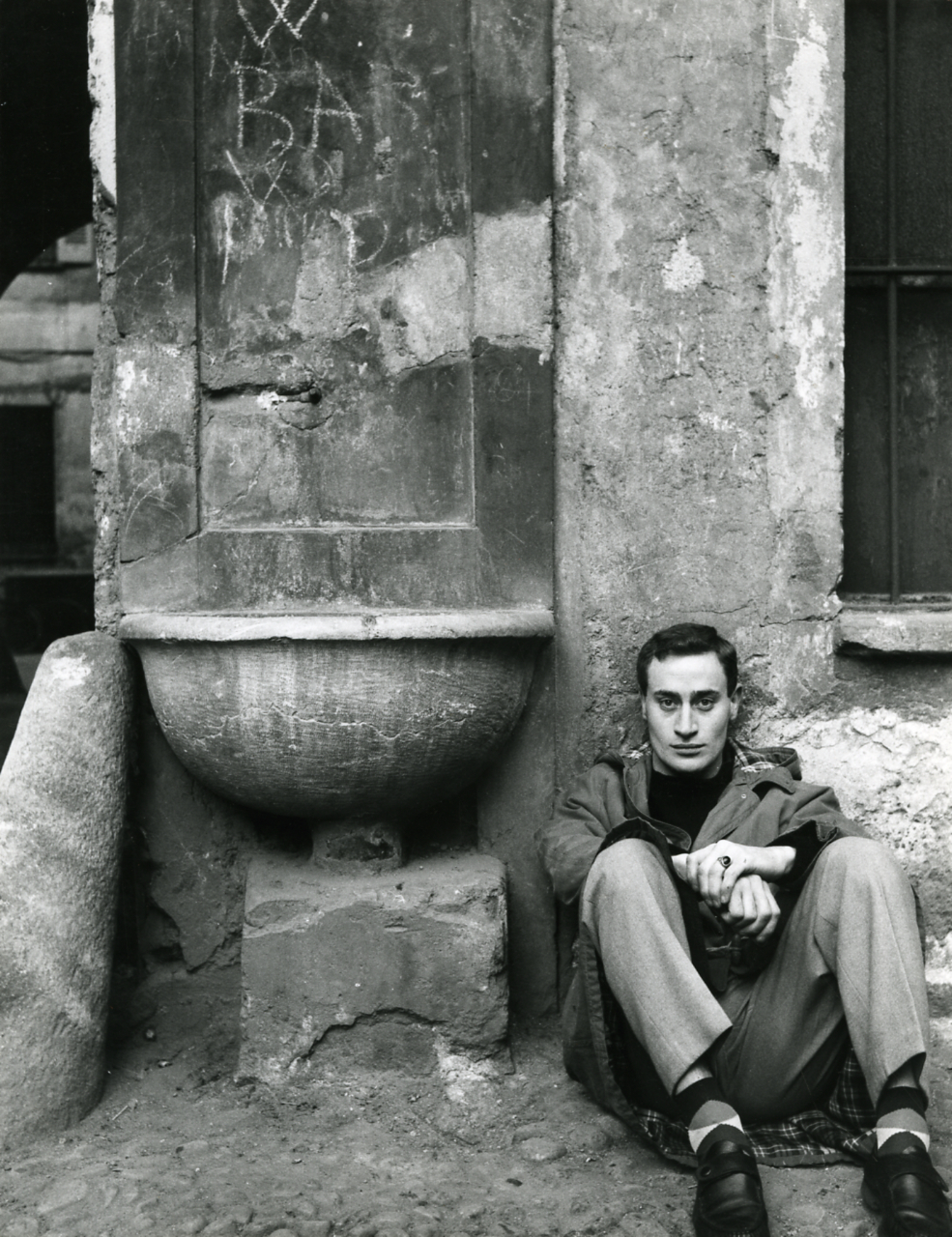
Giò Pomodoro. Foto von Paolo Monti, 1958 (Fondo Paolo Monti)

 Giò Pomodoro  [dʒɔ pomoˈdɔːro] (* 17. November 1930 in Orciano di Pesaro, Italien; † 21. Dezember 2002 in Mailand, Italien) war ein italienischer Bildhauer, Reliefkünstler und Architekt. Er gehört zu den bedeutenden Vertretern der Abstrakten Kunst nach dem Zweiten Weltkrieg.

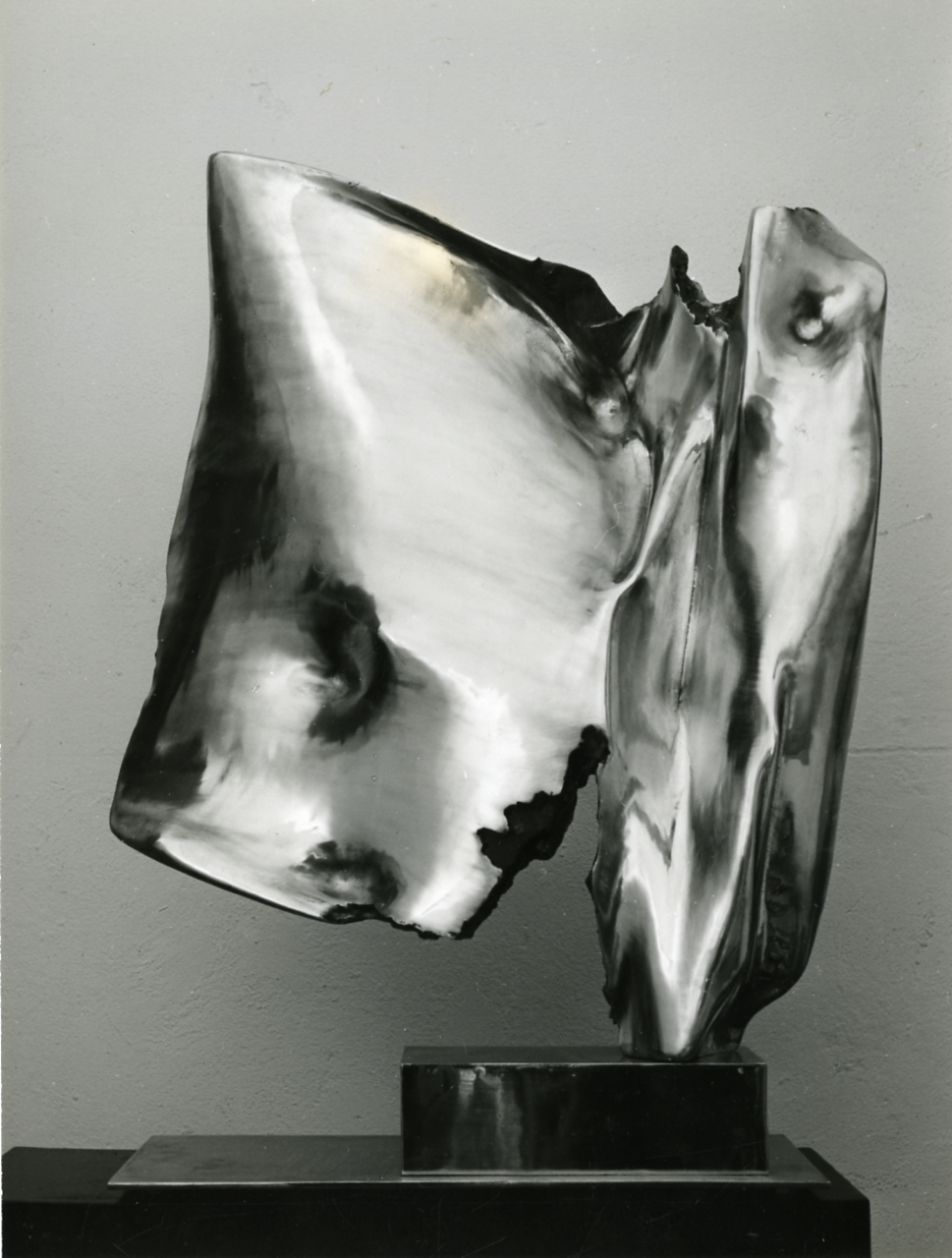
Bronzeskulptur. Foto von Paolo Monti, 1965.

## Leben
Giò Pomodoro war der jüngere Bruder des Künstlers Arnaldo Pomodoro. Giò Pomodoro hat ursprünglich Architektur und auch Bildhauerei und Malerei studiert. 1954 gründen Giò und Arnaldo Pomodoro zusammen mit Giorgio Perfetti die Gruppe „3 P“. Nach 1955 gehören beide Brüder zusammen mit Piero Dorazio, Gastone Novelli, Giulio Turcato, Tancredi Parmeggiani, Achille Perilli und Lucio Fontana zur Künstlergruppe „Continuità“.
Seine Arbeiten, die meist aus Bronze oder Marmorblöcken gefertigt sind, teilweise monumental, sind zwischen abstrakter Skulptur und architektur-ähnlichen Visionen oder kleineren Objekten mit reliefartiger Oberfläche angeordnet.
Seine Kunst bekam in den 1950er Jahren internationale Aufmerksamkeit und Anerkennung. Er war Teilnehmer der documenta 2 1959 und der documenta 3 1964 in Kassel. Seine Werke sind in zahlreichen Sammlungen und Museen weltweit zu sehen, dazu gehören das Hirshhorn Museum and Sculpture Garden in Washington, D.C., die Sammlung Nelson Rockefeller in New York, das Museo d’Arte Moderna in Mexiko-Stadt, die Sammlung Moderner Kunst der Stadt Dschidda, in Saudi-Arabien, das Musée d’Ixelles in Brüssel, das Von der Heydt-Museum Wuppertal, der Yorkshire Sculpture Park in Wakefield (England), die Veranneman-Stiftung in Belgien, die Galleria d’Arte Moderna in Rom und Turin und das Civico Museo d’Arte Contemporanea in Mailand.

Arbeitet im Atelier von Gio Pomodoro in Mailand in 1964–1965 fotografiert von Paolo Monti
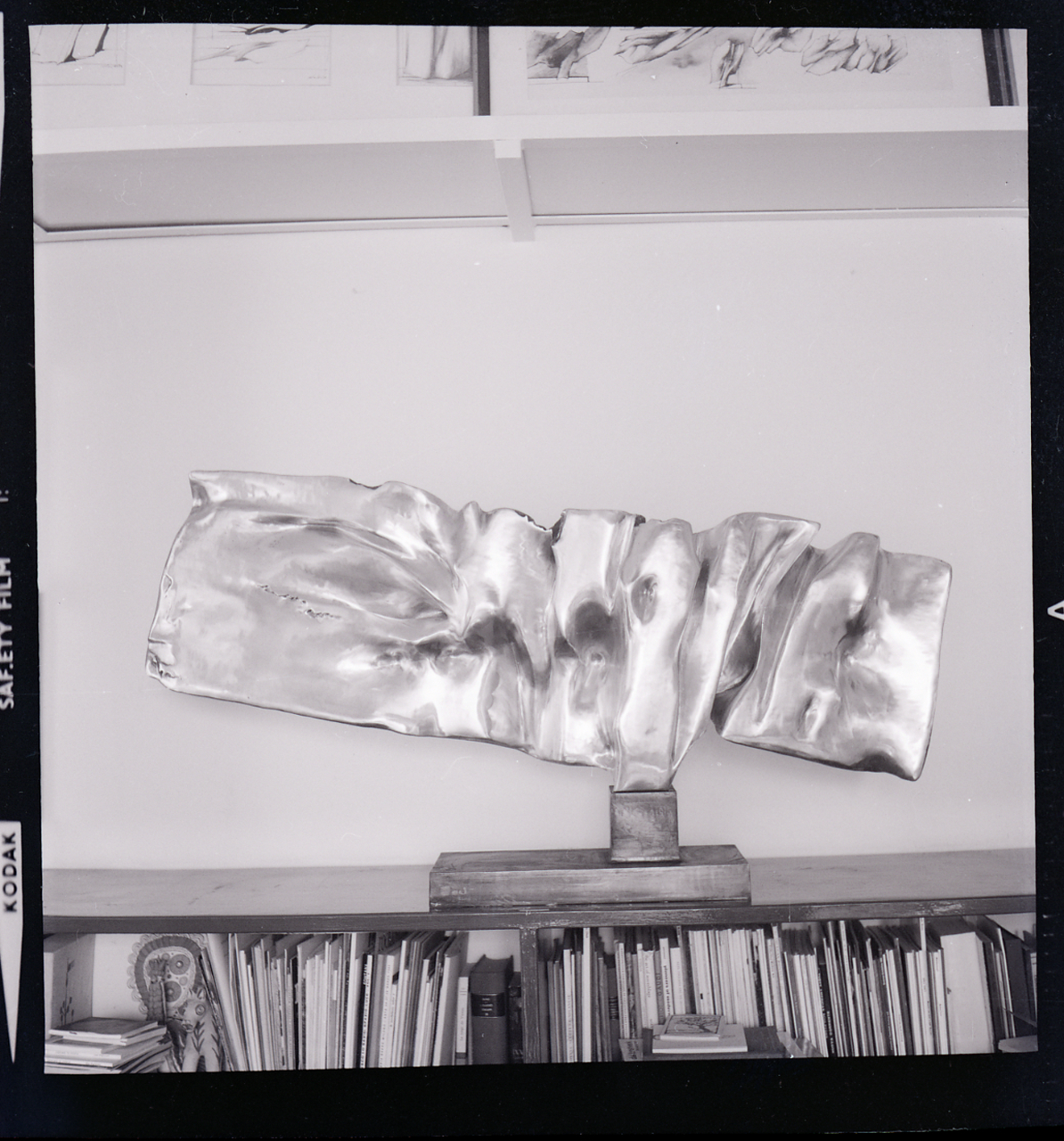
Skulptur. Foto von 1964.
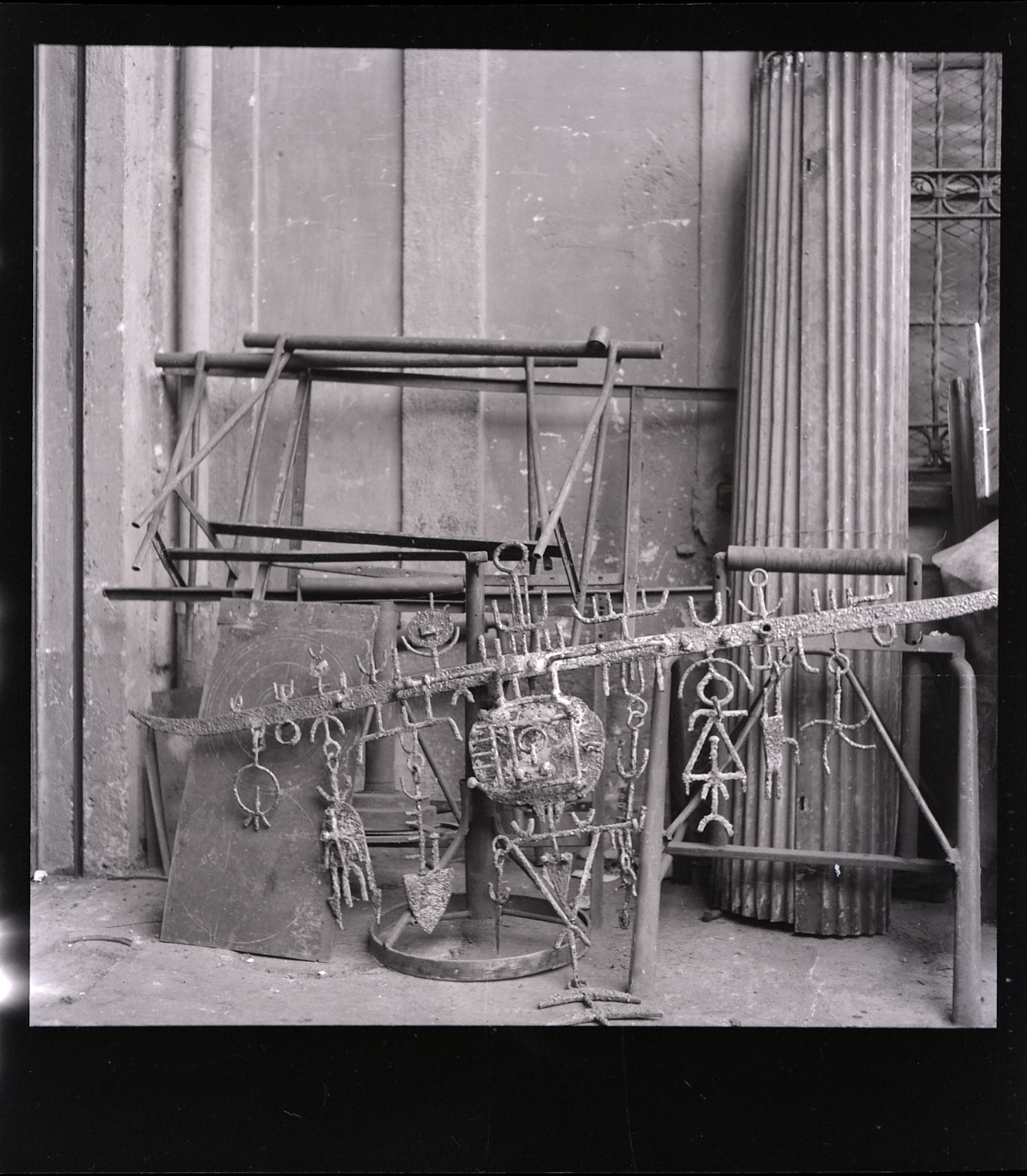
1965
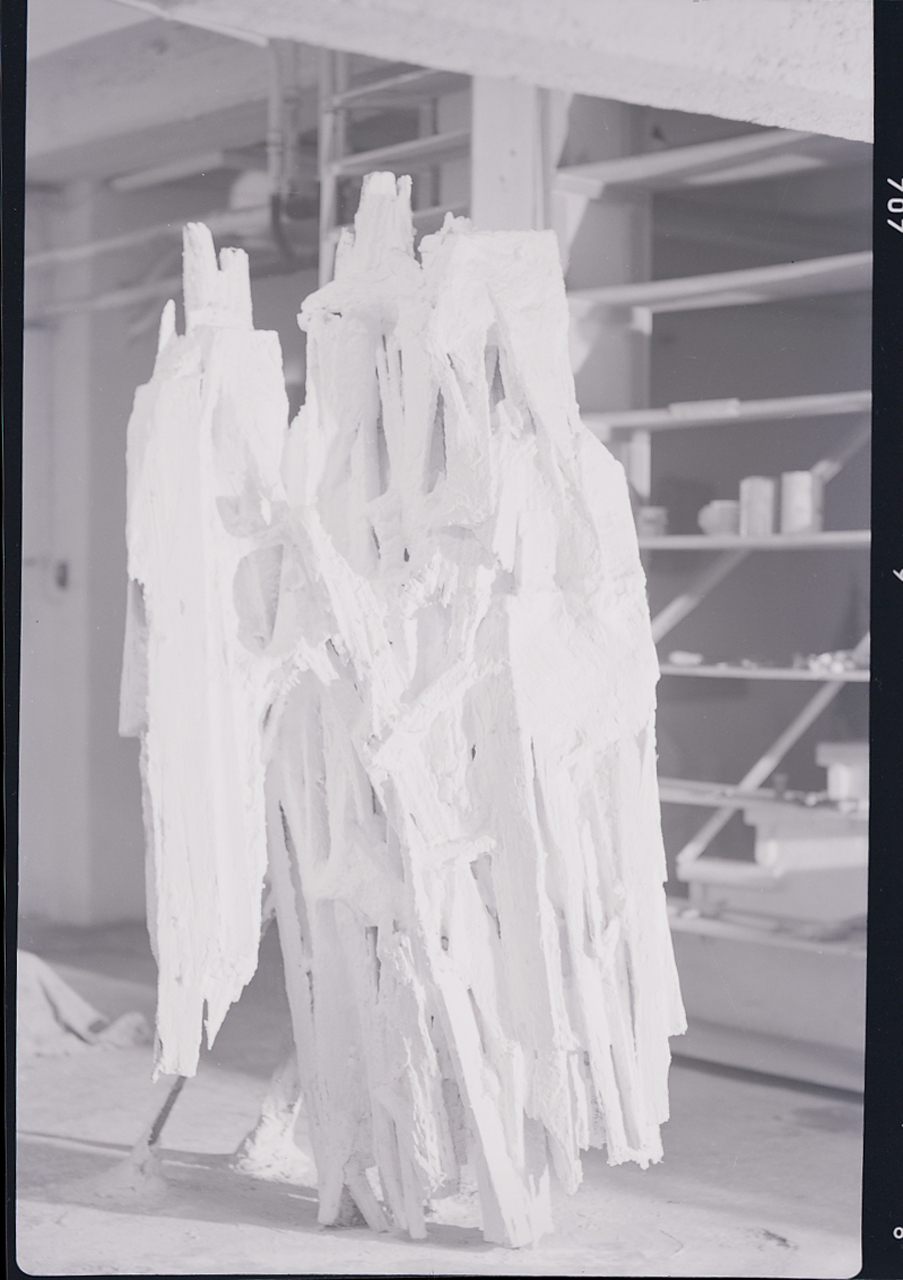
1965
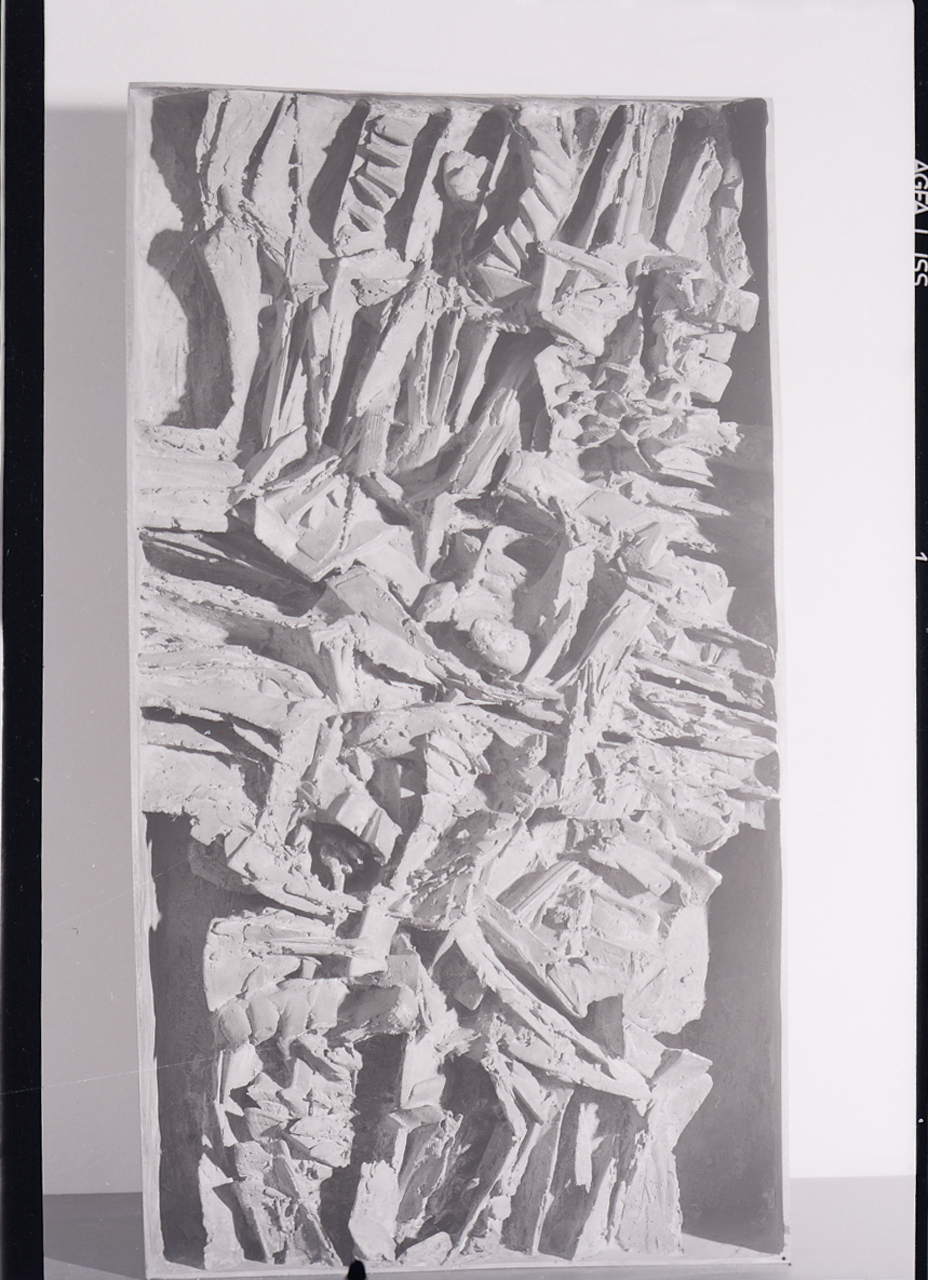
1965
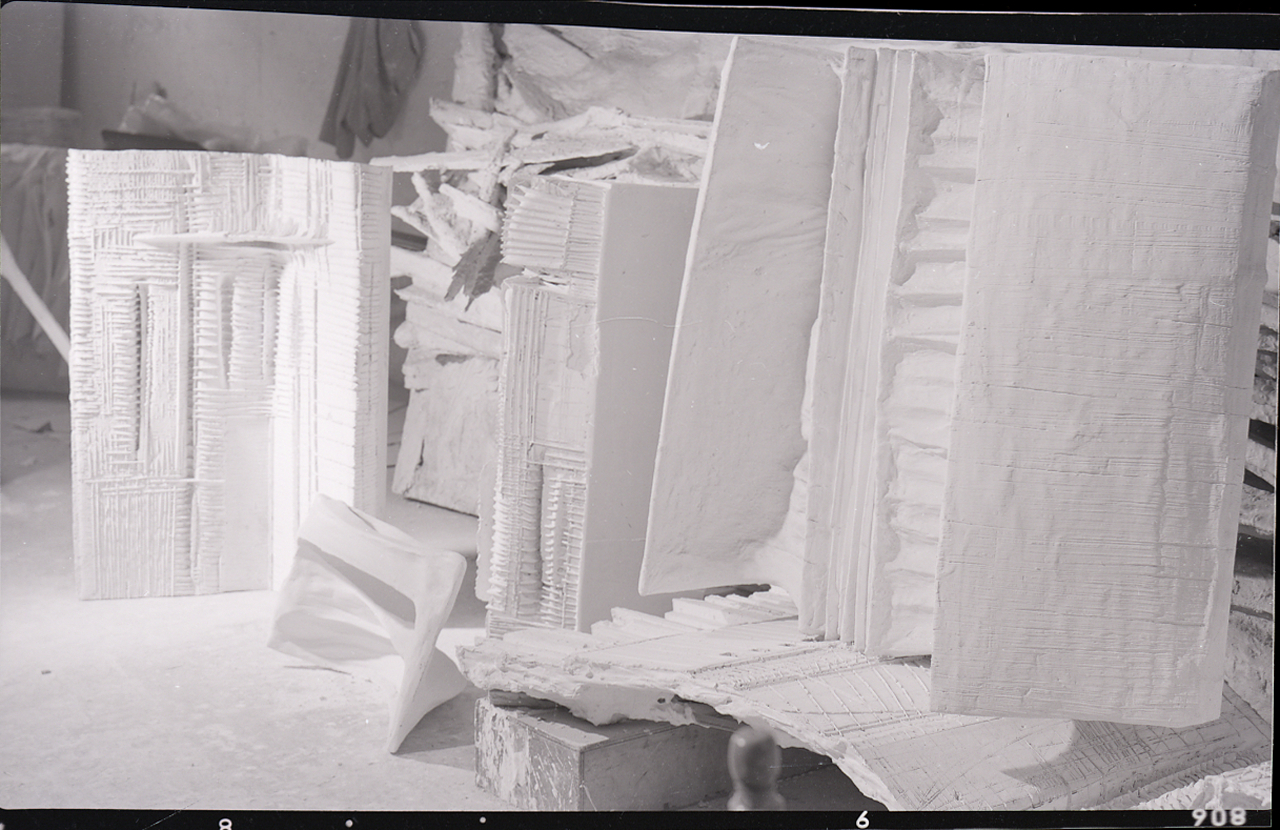
1965
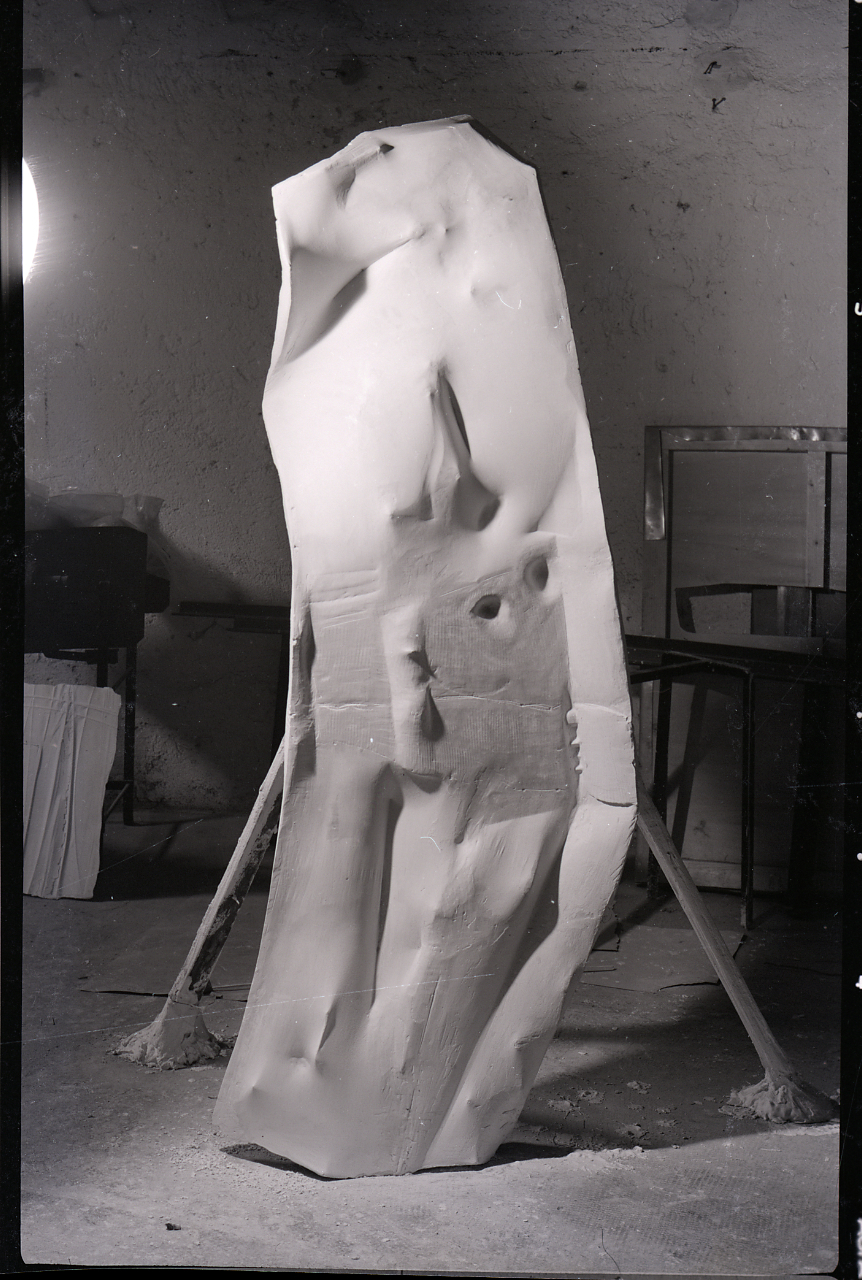
1965